# بندال (هواشناسی)

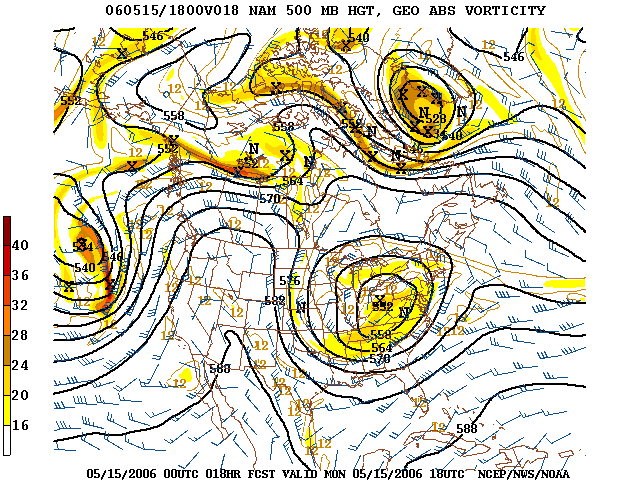
نمونه‌ای از بندال امگا بر فراز غرب آمریکای شمالیدر مه ۲۰۰۶.

در هواشناسی، بندال‌ها (انگلیسی: Block) الگوهای بزرگ‌مقیاس در میدان فشار اتمسفری هستند که تقریباً ثابت بوده به‌طور مؤثر مسیر چرخندهای مهاجر را «بسته» یا مسیر آن‌ها را تغییر می‌دهند. این پدیده، پرفشار بندالی یا واچرخند بندالی نیز نامیده می‌شود. بندال‌ها می‌توانند چندین روز یا حتی هفته‌ها در جای خود باقی بمانند و باعث می‌شود مناطق تحت تأثیر آن‌ها برای مدت طولانی همان وضع هوا (به عنوان مثال، بارش برای برخی از مناطق، آسمان صاف برای برخی دیگر) را داشته باشند. در نیم‌کره شمالی بندال‌های گسترش‌یافته، بیشتر در فصل بهار بر فراز اقیانوس آرام شرقی و اقیانوس اطلس شرقی رخ می‌دهند. در حالی که رخدادهای بندالی با وقوع رویدادهای شدید هوایی مانند امواج گرما مرتبط هستند، برخی ویژگی‌های آن‌ها به‌ویژه شروع و پایان این رویدادها هنوز به خوبی در پیش‌بینی‌های عددی وضع هوا ثبت نشده و همچنان یک حوزه باز پژوهشی به‌شمار می‌رود.